# Лотта Невалайнен
Лотта Невалайнен (фін. Lotta Nevalainen, 6 вересня 1994) — фінська плавчиня.